# Sierning (flod)
Sierning  er en flod i delstaten Niederösterreich i Østrig. Floden udspringer i nærheden af Kilb. Floden udmunder i floden Pielach i byen Haunoldstein.
48°12′04″N 15°27′40″Ø / 48.201°N 15.461°Ø